# Cóbdar
Cóbdar is een gemeente in de Spaanse provincie Almería in de regio Andalusië met een oppervlakte van 32,00 km². Cóbdar telt 169 inwoners (1 januari 2016).

## Demografische ontwikkeling
Bron: INE, 1857-2011: volkstellingen
Abla · Abrucena · Adra · Albánchez · Alboloduy · Albox · Alcolea · Alcóntar · Alcudia de Monteagud · Alhabia · Alhama de Almería · Alicún · Almería · Almócita · Alsodux · Antas · Arboleas · Armuña de Almanzora · Bacares · Balanegra · Bayárcal · Bayarque · Bédar · Beires · Benahadux · Benitagla · Benizalón · Bentarique · Berja · Canjáyar · Cantoria · Carboneras · Castro de Filabres · Chercos · Chirivel · Cóbdar · Cuevas del Almanzora · Dalías · El Ejido · Enix · Felix · Fines · Fiñana · Fondón · Gádor · Los Gallardos · Garrucha · Gérgal · Huécija · Huércal de Almería · Huércal-Overa · Illar · Instinción · Laroya · Láujar de Andarax · Líjar · Lubrín · Lucainena de las Torres · Lúcar · Macael · María · Mojácar · La Mojonera · Nacimiento · Níjar · Ohanes · Olula de Castro · Olula del Río · Oria · Padules · Partaloa · Paterna del Río · Pechina · Pulpí · Purchena · Rágol · Rioja · Roquetas de Mar · Santa Cruz de Marchena · Santa Fe de Mondújar · Senés · Serón · Sierro · Somontín · Sorbas · Suflí · Tabernas · Taberno · Tahal · Terque · Tíjola · Las Tres Villas · Turre · Turrillas · Uleila del Campo · Urrácal · Velefique · Vélez-Blanco · Vélez-Rubio · Vera · Viator · Vícar · Zurgena